# British Fantasy Award
De British Fantasy Award is een Britse fantasyprijs die in 1972 voor het eerst werd uitgereikt.
De prijzen worden uitgereikt door de British Fantasy Society, oorspronkelijk in één categorie (beste boek), maar dit werden er later meer. De British Fantasy Awards heetten oorspronkelijk (1972-1975) de August Derleth Fantasy Awards en veranderden toen van naam. De prijs voor beste boek werd in 2012 opgesplitst in een verkiezing voor het beste fantasyboek (de Robert Holdstock Award) en beste horrorboek (de August Derleth Award). Daarnaast is er een Karl Edward Wagner Award voor 'belangrijke bijdragen aan het genre en/of de gemeenschap' die wordt uitgereikt wanneer de jury daar aanleiding toe ziet. De shortlists voor de verkiezingen worden bepaald door een stemming onder de leden van de British Fantasy Society. Daarna kiest een jury de winnaars.

## Categorieën
- Best Fantasy Novel (Robert Holdstock Award)
- Best Horror Novel (August Derleth Award)
- Best Novella[1]
- Best Short Fiction
- Best Anthology
- Best Collection
- Magazine/Periodical
- Best Independent Press
- Best Artist
- Best Audio
- Best Non-Fiction
- Best Newcomer (Sydney J. Bounds Award)
- The Karl Edward Wagner Award

## Winnaars

### Best Fantasy Novel (2012-)
- 2023 - Simon Jimenez - The Spear Cuts Through Water
- 2022 - Shelley Parker-Chan - She Who Became the Sun
- 2021 - Alix E. Harrow - The Once and Future Witches
- 2020 - R.J. Barker - The Bone Ships
- 2019 - Jen Williams - The Bitter Twins
- 2018 - Jen Williams - The Ninth Rain
- 2017 - Adrian Tchaikovsky - The Tiger and the Wolf
- 2016 - Naomi Novik - Uprooted (vertaald als 'Ontworteld')
- 2015 - Frances Hardinge - Cuckoo Song
- 2014 - Sofia Samatar - A Stranger in Olondria
- 2013 - Graham Joyce - Some Kind of Fairy Tale
- 2012 - Jo Walton - Among Others

### Best Horror Novel (2012-)
- 2023 - Sarah Gailey - Just Like Home
- 2022 - Catriona Ward - The Last House on Needless Street (vertaald als 'Het laatste huis')
- 2021 - Silvia Moreno-Garcia - Mexican Gothic
- 2020 - Adam Nevill - The Reddening
- 2019 - Catriona Ward - Little Eve
- 2018 - Victor LaValle - The Changeling
- 2017 - Paul G. Tremblay - Disappearance at Devil’s Rock
- 2016 - Catriona Ward - Rawblood
- 2015 - Adam Nevill - No One Gets Out Alive
- 2014 - Lauren Beukes - The Shining Girls (vertaald als 'Stralende meisjes')
- 2013 - Adam Nevill - Last Days
- 2012 - Adam Nevill - The Ritual

### Best Novel (1972-2011)
- 2011 - Sam Stone -  Demon Dance (Stone heeft de prijs uiteindelijk niet geaccepteerd[2])
- 2010 - Conrad Williams - One
- 2009 - William Heaney/Graham Joyce - Memoirs of a Master Forger
- 2008 - Ramsey Campbell - The Grin of the Dark
- 2007 - Tim Lebbon - Dusk
- 2006 - Neil Gaiman - Anansi Boys (vertaald als 'De bende van Anansi')
- 2005 - Stephen King - Dark Tower VII: The Dark Tower (vertaald als 'De donkere toren')
- 2004 - Christopher Fowler - Full Dark House
- 2003 - China Miéville - The Scar (vertaald als 'Armada')
- 2002 - Simon Clark - The Night of the Triffids
- 2001 - China Miéville - Perdido Street Station (vertaald als 'Station Perdido')
- 2000 - Graham Joyce - Indigo
- 1999 - Stephen King - Bag of Bones (vertaald als 'Vel over been')
- 1998 - Chaz Brenchley - Tower of the King's Daughter
- 1997 - Graham Joyce - The Tooth Fairy
- 1996 - Graham Joyce - Requiem
- 1995 - Michael Marshall Smith - Only Forward
- 1994 - Ramsey Campbell - The Long Lost
- 1993 - Graham Joyce - Dark Sister
- 1992 - Jonathan Carroll - Outside the Dog Museum
- 1991 - Ramsey Campbell - Midnight Sun
- 1990 - Dan Simmons - Carrion Comfort (vertaald als 'Aasgieren')
- 1989 - Ramsey Campbell - The Influence
- 1988 - Ramsey Campbell - The Hungry Moon
- 1987 - Stephen King - It (vertaald als 'Het')
- 1986 - T.E.D. Klein - The Ceremonies
- 1985 - Ramsey Campbell - Incarnate
- 1984 - Peter Straub - Floating Dragon
- 1983 - Gene Wolfe - The Sword of the Lictor (vertaald als 'Het zwaard van de Lictor')
- 1982 - Stephen King - Cujo (vertaald als 'Cujo')
- 1981 - Ramsey Campbell - To Wake the Dead
- 1980 - Tanith Lee - Death's Master (vertaald als 'Meester van de Dood')
- 1979 - Stephen R. Donaldson - The Chronicles of Thomas Covenant the Unbeliever (vertaald als 'De Kronieken van Thomas Covenant')
- 1978 - Piers Anthony - A Spell for Chameleon
- 1977 - Gordon R. Dickson - The Dragon and the George
- 1976 - Michael Moorcock - The Hollow Lands (vertaald als 'Het lege land')
- 1975 - Michael Moorcock - The Sword and the Stallion
- 1974 - Poul Anderson - Hrolf Kraki's Saga
- 1973 - Michael Moorcock - The King of the Swords
- 1972 - Michael Moorcock - The Knight of the Swords

### Best Novella (2005-)
- 2023 - Rhiannon A. Grist - The Queen of the High Fields
- 2022 - Nino Cipri - Defekt
- 2021 - P. Djèlí Clark - Ring Shout
- 2020 - Priya Sharma - Ormeshadow
- 2019 - Aliette de Bodard - The Tea Master and the Detective
- 2018 - Ellen Klages - Passing Strange
- 2017 - Victor LaValle - The Ballad of Black Tom
- 2016 - Usman T. Malik - The Pauper Prince and the Eucalyptus Jinn
- 2015 - Stephen Volk - Newspaper Heart
- 2014 - Sarah Pinborough - Beauty
- 2013 - John Llewellyn Probert - The Nine Deaths of Dr Valentine
- 2012 - Lavie Tidhar - Gorel and the Pot Bellied God
- 2011 - Simon Clark - Humpty’s Bones
- 2010 - Sarah Pinborough - The Language of Dying
- 2009 - Tim Lebbon - The Reach of Children
- 2008 - Conrad Williams - The Scalding Rooms'
- 2007 - Paul Finch - Kid
- 2006 - Stuart Young - The Mask Behind the Face
- 2005 - Christopher Fowler - Breathe

### Karl Edward Wagner Award (1973-)
- 2023 - Ann Landmann
- 2022 - Maureen K. Speller
- 2021 - Alasdair Stuart
- 2020 - Craig Lockley
- 2019 - Ian Whates
- 2018 - Nora K. Jemisin
- 2017 - Jan Edwards
- 2016 - De Redcloaks op FantasyCon[3]
- 2015 - Juliet E. McKenna
- 2014 - Farah Mendlesohn
- 2013 - Iain M. Banks
- 2012 - Peter Crowther en Nicky Crowther
- 2011 - Terry Pratchett
- 2010 - Robert Holdstock
- 2009 - Hayao Miyazaki
- 2008 - Ray Harryhausen
- 2007 - Ellen Datlow
- 2006 - Stephen Jones
- 2005 - Nigel Kneale
- 2004 - Peter Jackson
- 2003 - Alan Garner
- 2001 - Peter Haining
- 2000 - Anne McCaffrey
- 1999 - Diana Wynne Jones
- 1998 - D.F. Lewis
- 1997 - Jo Fletcher
- 1996 - Mike O’Driscoll en Steve Lockley
- 1995 - John Jarrold
- 1994 - Dave Sutton
- 1993 - Michael Moorcock
- 1992 - Andrew I. Porter
- 1991 - Dorothy Lumley
- 1990 - Peter Coleborn
- 1989 - Ronald Chetwynd-Hayes
- 1987 - Charles L Grant
- 1986 - Les Flood
- 1985 - Manly Wade Wellman
- 1983 - Karl Edward Wagner
- 1981 - Stephen King
- 1973 - Robert E. Howard

### Best Television/Film Production (1973-1990, 2009-2022)
- 2022 - Last Night in Soho
- 2021 - The Boys
- 2020 - Us
- 2019 - Spider-Man: Into the Spider-Verse
- 2018 - Get Out
- 2017 - Arrival
- 2016 - Jonathan Strange & Mr Norrell
- 2015 - Guardians of the Galaxy
- 2014 - The Rains of Castamere[4]
- 2013 - The Cabin in the Woods (scenario)
- 2012 - Midnight in Paris (scenario)
- 2011 - Inception (film), Sherlock (televisie)
- 2010 - Låt den rätte komma in (film), Doctor Who (televisie)
- 2009 - The Dark Knight (film), Doctor Who (televisie)
- 1990 - Indiana Jones and the Last Crusade
- 1989 - Beetlejuice
- 1988 - Hellraiser
- 1987 - Aliens
- 1986 - A Nightmare on Elm Street
- 1985 - Ghostbusters
- 1984 - Videodrome
- 1983 - Blade Runner
- 1982 - Raiders of the Lost Ark
- 1981 - Star Wars: Episode V: The Empire Strikes Back
- 1980 - Alien
- 1979 - Close Encounters of the Third Kind
- 1978 - Carrie
- 1977 - The Omen
- 1976 - Monty Python and the Holy Grail
- 1975 - The Exorcist
- 1974 - The Legend of Hell House
- 1973 - Tales from the Crypt